# Plymouth Cricket
Der Plymouth Cricket war ein von 1971 bis 1973 vom US-amerikanischen Automobilhersteller Chrysler unter der Marke Plymouth angebotener Kleinwagen. Dabei handelte es sich um einen den US-Zulassungsvorschriften angepassten Hillman Avenger.
Als in den USA importierte Kleinwagen immer beliebter wurden, stiegen zum Modelljahr 1971 die großen US-amerikanischen Automobilhersteller in diesen Markt ein. Ford und GMC brachten eigens entwickelte Modelle, den Pinto und den Chevrolet Vega. Chrysler dagegen setzte auf die Umbenennung (Rebadging) bestehender Kleinwagen aus Japan und Großbritannien. Das Basismodell für den Plymouth Cricket stammte von der damals zum Chrysler-Konzern gehörenden Rootes-Gruppe. Der Hillman Avenger galt zwar in Europa als Mittelklasse-Wagen, doch aufgrund der wesentlich größeren Fahrzeuge in den USA wurde er dort als Kleinwagen verkauft.
Die erste Lieferung aus Großbritannien erreichte am 20. November 1970 die Vereinigten Staaten und wurde dort als Modelljahr 1971 verkauft. Zu den Anpassungen zählten in die Sitze integrierte Kopfstützen, vier Rundleuchten als Scheinwerfer und der Entfall des schwächeren Motors. Angeboten wurde ein 1,5-Liter-Vierzylinder mit obenliegender Nockenwelle und 70 bhp (52 kW), der wahlweise über ein manuelles Vierganggetriebe oder eine Dreigangautomatik die Kraft auf eine starre Hinterachse übertrug. Auf die viertürige Schrägheck-Limousine folgte 1972 ein fünftüriger Kombi.

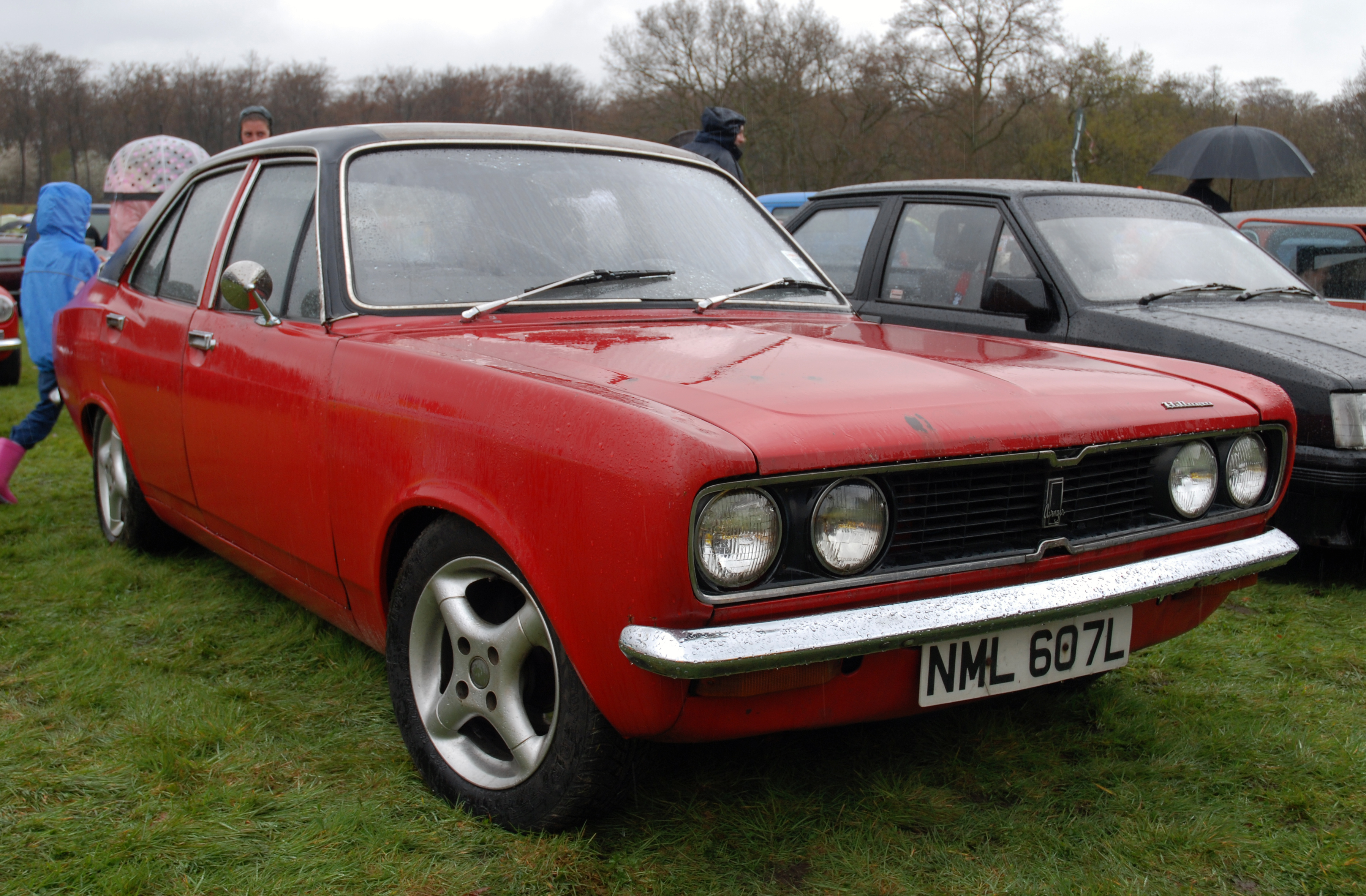
Der britische Hillman Avenger

Der Name Cricket (deutsch: Heuschrecke) wurde gewählt um vom Erfolg des VW Käfer zu profitieren, doch der Cricket wurde alles andere als ein Erfolg für Plymouth. Der neue Wagen wurde von etlichen Kinderkrankheiten geplagt und litt unter mangelhafter Rostvorsorge. Ab 1972 wurden keine Cricket mehr importiert, bei den Fahrzeugen des Modelljahres 1973 handelte es sich nur noch um Abverkäufe des Vorjahres. Die genaue Zahl der verkauften Exemplare ist nicht bekannt; 1971/72 wurden 41.564 Stück abgesetzt.
Der Cricket kam in zweierlei Hinsicht zu früh auf den US-Markt: Das Modell war 1971 noch nicht ausgereift genug, und ein späterer Modellstart hätte es Chrysler ermöglicht, auftretende Probleme zu erkennen und zu beheben. Vor 1973 waren Kleinwagen in den USA nur schwer verkäuflich, erst die Ölkrise 1973 sorgte für ein Umdenken, doch das kam zu spät für den bereits aufgegebenen Cricket.
Die ebenfalls zu Chrysler gehörende Automarke Dodge bot zeitgleich den Dodge Colt an, ein umbenannter Mitsubishi Lancer. Diese Zusammenarbeit erwies sich als wesentlich erfolgreicher, so dass auch Plymouth ab 1976 einen umbenannten Mitsubishi anbot, den Plymouth Arrow.

## Quelle
- Covello, Mike: Standard Catalog of Imported Cars 1946–2002, Krause Publications, Iola 2002, ISBN 0-87341-605-8